# Eumichtis splendida
Eumichtis splendida là một loài bướm đêm trong họ Noctuidae.